# Vasaloppsleden

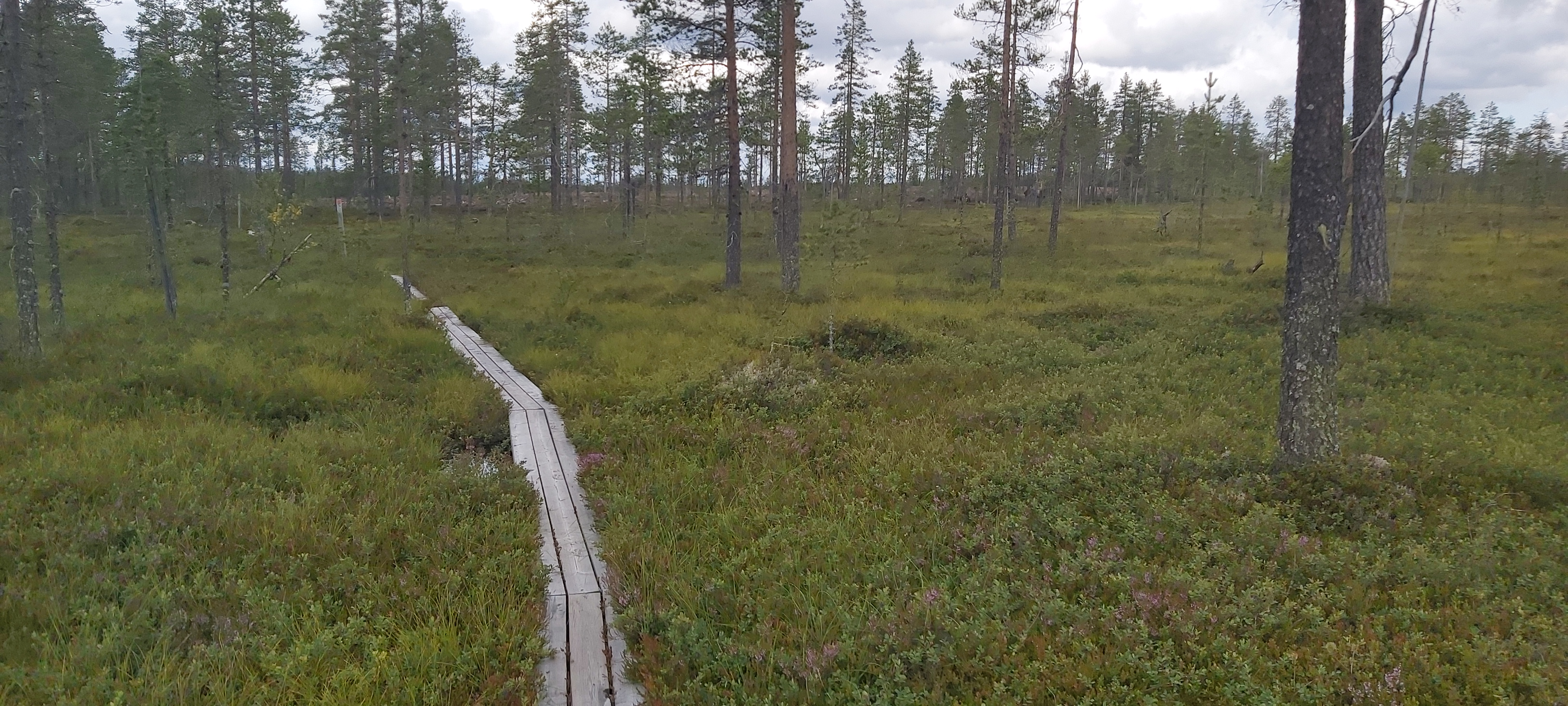
En spång över myren mellan Berga by och Smågan.

Vasaloppsleden är en vandringsled i Dalarna som går från Berga by till Mora. Dess längd är 90 kilometer och fem dagars vandring föreslås. Den går delvis i Vasaloppsspåret. Där detta går på myrar, har man dragit leden vid sidan. 

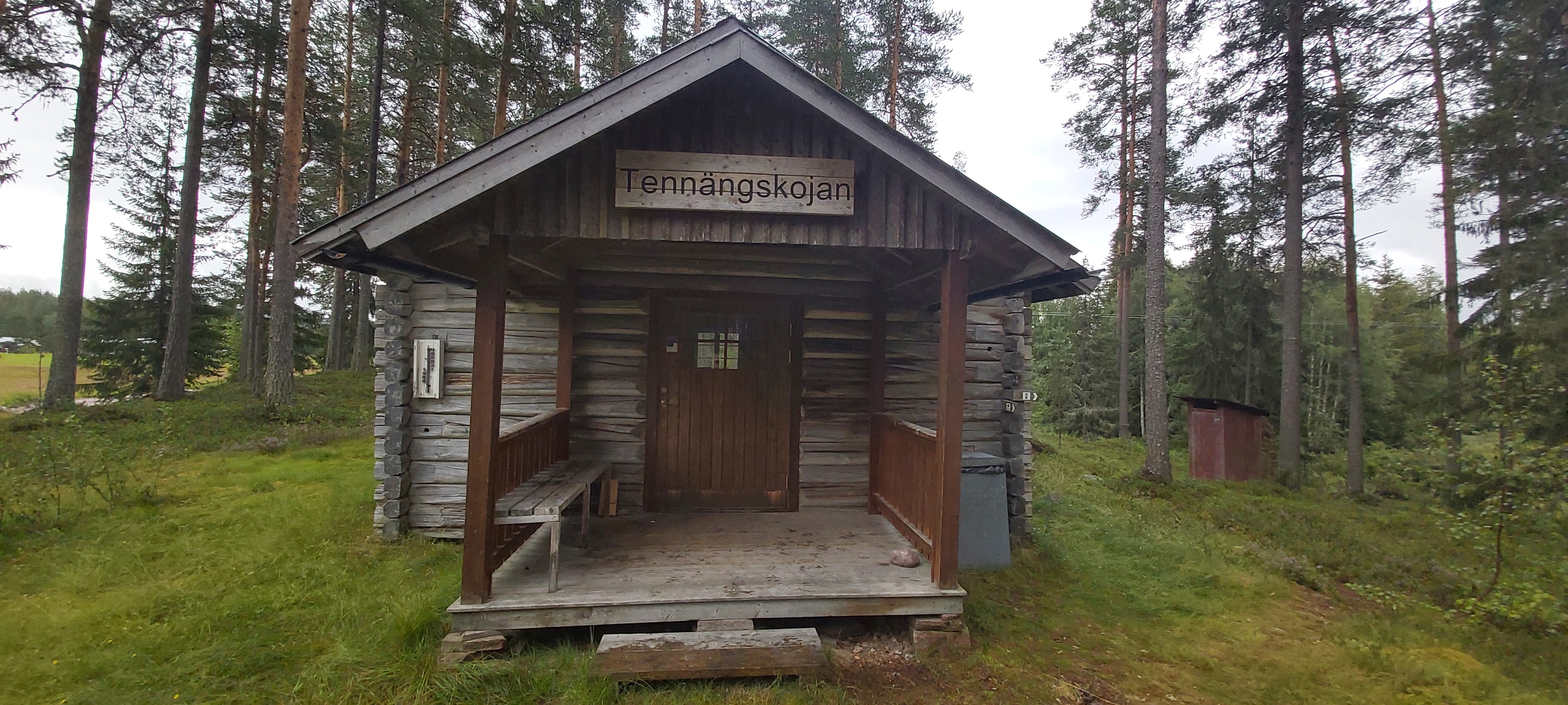
Raststuga vid Tennäng mellan Mångsbodarna och Risberg.

Det finns sju övernattningsstugor och nio vindskydd längs leden.
Stiftelsen Vasaloppsleden bildades 1991 av Malung-Sälens, Älvdalens och Mora kommun tillsammans med Sälens IF, Evertsbergs SK och IFK Mora. Stiftelsen underhåller markeringar, spänger, vindskydd och stugor längs leden.